# Ростовский государственный университет путей сообщения
Ростовский государственный университет путей сообщения (РГУПС), ранее — Ростовский институт инженеров железнодорожного транспорта (РИИЖТ) — российское высшее учебное заведение в городе Ростове-на-Дону. Подведомственен Министерству транспорта РФ в лице Федерального агентства железнодорожного транспорта и его Южного управления.

## История
- 30 мая 1929 — создание нового ВТУЗа под названием «Механический институт транспорта» для подготовки инженеров путей сообщения по механической специальности.
- 1 июля 1929 — назначение первым ректором Дмитрия Ивановича Ковригина.
- 12 июля 1929 — ВТУЗ переименован в Ростовский институт инженеров путей сообщения (РИИПС) после выхода постановления Совнаркома СССР «О мероприятиях по обеспечению народного хозяйства кадрами инженеров».
- 1 октября 1929 — из 1000 подавших заявления студента 292 поступили и начали учиться на трёх факультетах: железнодорожном, водном, автодорожном.
- 29 декабря 1934 — институт преобразован в Ростовский институт инженеров железнодорожного транспорта (РИИЖТ)
- 1941 — эвакуация РИИЖТа в Тбилиси, где продолжали вестись исследования и подготовка специалистов
- август 1944 — возвращение из эвакуации в Ростов: полностью разрушены главный корпус, корпус паровозного факультета (сейчас — электромеханический факультет), общежитие № 1, учебно-производственные мастерские, оборудование силовой подстанции; повреждены все остальные здания.
- 3 июля 1986 — награждение орденом Трудового Красного Знамени[1].
- 21 июня 1993 — переименован в Ростовский государственный университет путей сообщения (РГУПС).
- октябрь 2004 — официальное наименование университета сменилось: Государственное образовательное учреждение высшего профессионального образования «Ростовский государственный университет путей сообщения»; используется та же аббревиатура (РГУПС).
- 2011 — официальное наименование университета сменилось: Федеральное государственное бюджетное образовательное учреждение высшего профессионального образования «Ростовский государственный университет путей сообщения» (ФГБОУ ВПО РГУПС).
- 2015 — официальное наименование университета сменилось: Федеральное государственное бюджетное образовательное учреждение высшего образования «Ростовский государственный университет путей сообщения» (ФГБОУ ВО РГУПС).

## Факультеты
- Автоматика, телемеханика и связь на ж.-д.транспорте (на данный момент Информационные технологии управления), организован в 1982, 4 кафедры
- Гуманитарный факультет РГУПС, основан в 1993, 7 кафедр
- Дорожно-строительные машины, основан в 1954, 4 кафедры и научно-исследовательский центр
- Строительный, создан в 1985, 3 кафедры
- Управление процессами перевозок, создан в 1950 году как факультет «Эксплуатация железных дорог», переименован в 1982, 4 кафедры. На факультете реализуются две специальности: эксплуатация железных дорог и менеджмент. Деканом факультета является кандидат технических наук, доцент Колобов Игорь Анатольевич. Выпускники факультета — инженеры по организации и управлению работают не только на предприятиях ОАО «РЖД», но и в других отраслях, связанных с организацией и управлением перевозочным процессом, грузовой и коммерческой деятельностью, управлением пассажирскими перевозками, организацией сервиса на станциях, вокзалах и поездах.
- Электромеханический, действовал с первых дней как железнодорожный факультет, в 1931 реорганизован в механический, в 1934 породил паровозный и вагонный факультеты, влившиеся обратно в 1942, нынешнее имя получил в 1988, 7 кафедр (6 после объединения кафедр "Электрический подвижной состав" и "Локомотивы" в кафедру "Тяговый подвижной состав" в 2018 году)
- Энергетический факультет, действовал с первых дней как основная часть ВУЗа, но в 1937—45 гг инженеров-энергетиков не выпускал, 5 кафедр
- Международный институт предпринимательства и права, основан в 1994 году, в 2013 году переименован в факультет «Экономики, управления и права», 7 кафедр
- Заочный существовал с 1957 г. по 2023 г. В настоящее время работа со студентами заочной формы обучения передана на профильные факультеты.

## Руководители ВУЗа
- 1929—1931 — Ковригин Дмитрий Иванович, ректор;
- 1931—1934 — Чуев Владимир Иванович, ректор (1931-1933), начальник (1933-1934);
- 1934—1935 — Кузнецов Александр Петрович, начальник;
- 1935—1935 — Якуницкий Владимир Михайлович, и.о. начальника;
- 1935—1936 — Журавлев Павел Васильевич, начальник;
- 1936—1941 — Кадзюлис Вацлав Юрьевич, начальник;
- 1941—1942 — Дычко Константин Андреевич, начальник;
- 1942—1944 — Кадзюлис Вацлав Юрьевич, начальник;
- 1944—1945 — Жданов Алексей Акимович, и.о. начальника;
- 22.05.1945 — 30.06.1963 — Панфилов Михаил Михайлович, начальник (1945-1961), ректор (1961-1963);[2]
- 30.06.1963 — 20.02.1977 — Даник Борис Иванович, ректор;
- 28.02.1977 — 27.10.1977 — Самойленко Альберт Максимович, и.о. ректора;
- 28.02.1977 — 27.05.1987 — Жуков Василий Павлович, ректор;
- 14.07.1987 — 23.08.1996 — Чернов Виталий Николаевич, ректор;
- 23.08.1996 — 26.11.1996 — Уразгильдеев Ринат Хасянович, и.о. ректора;
- 23.08.1996 — 20.11.2012 — Колесников Владимир Иванович, ректор;
- 20.11.2012 — н.в. — Верескун Владимир Дмитриевич, ректор.

## Филиалы[3]
- Владикавказский техникум железнодорожного транспорта — ВлТЖТ — филиал РГУПС (Владикавказ)
- Волгоградский техникум железнодорожного транспорта — ВТЖТ — филиал РГУПС (Волгоград)
- Филиал РГУПС в Воронеже (Воронеж)
- Елецкий техникум железнодорожного транспорта — ЕТЖТ- филиал РГУПС (Елец)
- Лискинский техникум железнодорожного транспорта — ЛТЖТ — филиал РГУПС (Лиски)
- Лиховской техникум железнодорожного транспорта — ЛиТЖТ — филиал РГУПС (Каменск-Шахтинский)
- Тамбовский техникум железнодорожного транспорта — ТаТЖТ- филиал РГУПС (Тамбов)
- Тихорецкий техникум железнодорожного транспорта — ТТЖТ — филиал РГУПС (Тихорецк)
- Филиал РГУПС в Туапсе (Туапсе)

Также при РГУПС были созданы:
- Лицей РГУПС — специализированное учебное заведение на базе средней школы с углублённым изучением профильных предметов
- Инженерный центр непрерывной подготовки специалистов (ИЦНПС) создан в 1993

## Архитектура главного корпуса
Здание главного корпуса Ростовского государственного университета путей сообщения, расположенное на пересечении улиц Ленина, Шеболдаева и Ларина, является памятником советского конструктивизма. Оно было построено в 1929—1934 годах по проекту архитектора В. Н. Наумычева и остаётся наиболее интересным в художественном отношении строением среди комплекса зданий РГУПС. Его полезный объём составляет 220 тысяч кубометров. Корпус представляет собой гигантское двухкрылое Г-образное здание. В качестве визуального акцента выступает цилиндр с башней, в котором размещаются вестибюль, библиотека и читальный зал. Центральные и боковые ризалиты венчают треугольные фронтоны, дополненные декоративными башенками (пинаклями). Второй и третий этажи разделены рельефным поясом, который трактуется как опора для пилястр дорического ордера. Три пары окон третьего этажа на фасаде, обращённом на улицу Шеболдаева, украшены прямыми сандриками. В южном углу здания с круглой башней соседствует шестиэтажная башня, в архитектуре которой прослеживаются черты, присущие стилю ар-деко.
Во время оккупации города войсками Вермахта главный корпус РИИЖТа сильно пострадал. При восстановлении полуразрушенного здания в послевоенный период черты конструктивизма были снивелированы: фасад обработан торкретированием, парапет получил украшение пинаклями, появились полуколонны и пилястры. Здание вдвое увеличилось благодаря О-образной застройке всего квартала, образовались два внутренних двора. Однако общая геометрия памятника сохранилась.